# Hessischer Jazzpreis
Der Hessische Jazzpreis ist eine seit 1991 jährlich verliehene Auszeichnung des Bundeslands Hessen zur Förderung und Entwicklung der Jazzmusik und der Jazz-Musiker in Hessen. Er ist mit einem Preisgeld von 10.000 Euro dotiert.
In der Satzung der Stiftung lauten die wesentlichen Passagen: „Der Hessische Jazzpreis soll Musikerinnen und Musikern, Ensembles oder dem Jazz verbundenen Persönlichkeiten für ihre musikalischen Leistungen oder für besondere Verdienste um die Entwicklung der hessischen Jazzszene auszeichnen. Über die Vergabe … entscheidet eine unabhängige Jury. Vorschläge sind an das Hessische Ministerium für Wissenschaft und Kunst zu richten, das sie an die Jurymitglieder weiterreicht.“

## Verleihung und Einreichung
Im Regelfall findet die Verleihung beim Hessischen Jazzpodium statt, für dessen Ausrichtung jedes Jahr eine andere Jazz-Vereinigung Hessens verantwortlich ist. Im Rahmen des Preisträger-Konzerts treten alljährlich einige Dutzend Künstler auf.

## Preisträger
- 1991 Heinz Sauer, Saxofonist
- 1992 Jazzfreunde Fulda
- 1993 Elvira Plenar, Pianistin und Komponistin
- 1994 Bob Degen, Pianist und Komponist
- 1995 Emil Mangelsdorff, Saxofonist
- 1996 Jürgen Wuchner, Kontrabassist
- 1997 Werner Wunderlich, Journalist
- 1998 Alfred Harth, Saxofonist, Klarinettist und Komponist
- 1999 keine Vergabe wegen Auflösung der Jazzakademie
- 2000 Ekkehard Jost, Musikwissenschaftler und Saxofonist
- 2001 Ralf-Rainer Hübner, Schlagzeuger und Komponist
- 2002 Wolfram Knauer, Musikwissenschaftler
- 2003 Janusz Stefański, Schlagzeuger und Komponist
- 2004 Günter Lenz, Kontrabassist
- 2005 Christof Lauer, Saxofonist
- 2006 Jazzinitiative Gießen
- 2007 Uwe Oberg, Pianist
- 2008 Detlef Landeck, Posaunist
- 2009 hr-Jazzensemble
- 2010 Stephan Schmolck, Bassist
- 2011 Reimer von Essen, Klarinettist und Bandleader
- 2012 Thomas Cremer, Schlagzeuger, Produzent, Organisator
- 2013 Vitold Rek, Bassist
- 2014 Franz-Josef Schwade und Horst Aussenhof, beide Jazzlehrer.
- 2015 Valentín Garvie, Komponist und Trompeter
- 2016 Contrast Trio
- 2017 Anke Helfrich, Pianistin
- 2018 Matthias Schubert, Saxofonist
- 2019 Michael Sagmeister, Gitarrist
- 2020 Tony Lakatos, Saxofonist
- 2021 Christof Sänger, Pianist, Komponist, Dozent[1]
- 2022 Christopher Dell, Vibraphonist, Komponist, Stadtbau-Theoretiker[2]
- 2023 Corinna Danzer, Saxofonistin[3]
- 2024 John Schröder, Gitarrist, Multiinstrumentalist